# The Florida Project
The Florida Project és una pel·lícula de comèdia dramàtica estatunidenca del 2017 dirigida per Sean Baker i escrita per Baker i Chris Bergoch. Protagonitza Willem Dafoe, Brooklynn Prince, Bria Vinaite, Valeria Cotto, Christopher Rivera i Caleb Landry Jones. S'ha subtitulat al català.
Va ser la primera aparició cinematogràfica per a molts del repartiment. La trama consisteix en una nena de sis anys que viu amb la seva mare soltera en un motel de Kissimmee, Florida, mentre intenten mantenir-se fora de problemes, de manera que puguin evitar ser sensesotres. La misèria de la seva vida a Kissimmee es contrasta amb el proper Walt Disney World. El projecte Florida es refereix al nom original del parc temàtic.
La pel·lícula es va estrenar a la secció Quinzena de directors del Festival de Cannes de 2017 i als Estats Units el 6 d’octubre de 2017 per A24. La pel·lícula va ser elogiada tant per la direcció de Baker com per les actuacions, en particular les de Prince i Dafoe. Va ser escollida tant pel National Board of Review com per l'American Film Institute com una de les deu millors pel·lícules de l'any. Dafoe va obtenir nominacions al millor actor de repartiment als premis Oscar, Globus d'Or, premis SAG i premis BAFTA. Prince va guanyar el premi Critics' Choice Movie Award al millor jove intèrpret.

## Argument
Moonee, amb 6 anys, té un caràcter reconsagrat. Viu amb la seva mare a Magic Castle Motel de Kissimmee, a l'estat de Florida, a prop del parc Walt Disney World Resort. La nena passa la major part dels dies d'estiu sense supervisió, vagant pel motel i els voltants i cometent diferents tipus de entremaliadures amb els seus amics l'Scooty i en Dicky. Serà en una d'aquestes, on la protagonista coneixerà la Jancey, resident de "Futureland", un motel que es troba a pocs metres del de Monee. Des del moment en què es coneixen fan una gran amistat que aniran conreant al llarg de la pel·lícula. Bobby és el gerent del motel "The Magic Castle" i es dedica a vetllar per la seguretat dels nens, protegint-los en la mesura del possible dels ambients nocius en els quals es puguin veure embolicats en el motel.
Halley, una mare poc ortodoxa de 22 anys, cada mes lluita per poder mantenir la seva filla Monee i pagar el lloguer a en Bobby. La seva principal font d'ingressos és la venda de perfums a turistes que passen per la zona del motel. Així i tot, els perfums no són suficients per poder mantenir el pagament del lloguer, i a poc a poc, es veurà obligada a prostituir-se. La jove Monee, submergida en la ignorància de la ment infantil, no s'adona de com la seva mare es guanya la vida, i seguirà gaudint de l'estiu juntament amb els seus amics. La història dona un tomb quan apareixen en el motel agents del Departament de nens i famílies de Florida (DCF) per investigar el cas de la Halley i la Monee. Les càmeres de vigilància del motel mostren diferents homes entrant i sortint de la seva habitació. Els agents informen a Halley que mentre estigui en curs la investigació i no concloguin si pot fer-se càrrec o no de la seva filla, la Monee serà acollida en adopció temporal. Quan la Monee va a acomiadar-se de l'Scooty, acompanyada per diversos agents, ell li pregunta si és veritat que anirà a viure amb una altra família. En aquest moment, la Monee entén la realitat del que està passant i és envaïda pels nervis, ja que cada vegada veu més clar que els agents la separaran de la seva mare i els seus amics. És per aquest motiu que es deslliura dels agents, els quals no la poden retenir, i es dirigeix a veure a la seva amiga Jancey. Juntes s'escapen del motel per anar a Disney World, a ser feliçes i a gaudir de les atraccions com qualsevol altra nena de la seva edat.

## Repartiment
- Brooklynn Kimberly Prince: Moonee
- Bria Vinaite: Halley
- Willem Dafoe: Bobby
- Valeria Cotto: Jancey
- Christopher Rivera: Scooty
- Mela Murder: Ashley
- Caleb Landry Jones: Jack
- Macon Blair: John

## Producció
El projecte Florida es va rodar en pel·lícula de 35 mm i es va localitzar completament al comtat d'Osceola, Florida. El fantàstic motel Magic Castle de la pel·lícula es va rodar a l'actual Magic Castle Inn & Suites situat a la carretera nord-americana 192 a Kissimmee, a gairebé sis milles del Walt Disney World Resort, l'estiu del 2016.
Baker va filmar l'escena final al Parc del Regne Màgic de Walt Disney World clandestinament, utilitzant un iPhone 6S Plus sense el coneixement de Disney. Per mantenir el secret, la filmació al complex només feia servir la tripulació mínima, inclosos Baker, Bergoch, el director de fotografia Alexis Zabe, l'entrenador en funcions Samantha Quan, Cotto, Prince i els guardians de les noies. Baker pretenia que el final es deixés a la interpretació del públic: "Hem estat veient com Moonee utilitzava la seva imaginació i meravella al llarg de tota la pel·lícula per aprofitar al màxim la situació en què es troba; no pot anar a Disney's Animal Kingdom, així que va al "safari" que hi ha darrere del motel i mira les vaques; va als condominis abandonats perquè no pot anar a la mansió encantada. I al final, amb aquest drama inevitable, ho dic jo al públic, si vols un final feliç, hauràs d’anar a l'espai del cap d’un nen perquè, aquí, aquesta és l’única manera d’aconseguir-ho ".

## Crítica
- El vitamínic naturalisme de Sean Baker fa que els seus films tinguin una energia característica capturant els seus personatges en continu moviment[11]
- "Una altra història vibrant de l'Amèrica més profunda (...) Valuosa i assolida (...) Autèntica i narrada de forma commovedora"[12]
- "[Baker] puja a un nou nivell (...) [Dafoe] fa una de les millors interpretacions de la seva carrera (...) Hi ha molt soroll alegre en aquesta pel·lícula (…) Puntuació: ★★★★★ (sobre 5)"[13]
- "Pura essència Sean Baker: irreverent, excitant, visceral i inspirat (...) versió ultra-pop i super lúcida del clàssic, 'Que verda era la meva vall!' (..) Una de les pel·lícules de l'any. No segueixis perdent el temps llegint això, vés-te a veure-la. Ja[14]